# DB13W3
DB13W3(13W3)은 애플 컴퓨터와 넥스트 컴퓨터 등에 사용되었던 아날로그 영상 단자이다. 현재 DB13W3(이하 13W3) 단자는 영상단자로는 잘 쓰이지 않으며 대부분 DVI, HDMI, 디스플레이포트 등으로 대체되었다. 13W3 단자는 쓰리콤 사의 네트워크 스위치에 전원을 공급하는데도 사용되었다.
13W3단자는 젠더를 통해 VGA 단자로 변환하여 사용할 수 있다.

## 같이 보기
- D-sub
- VGA
- 디지털 비주얼 인터페이스 (DVI)